# كالفين جيفورد
كالفين جيفورد (بالإنجليزية: Calvin Jefford)‏ (16 فبراير 1987 بجزر كايمان في المملكة المتحدة - ) هو لاعب كرة قدم بريطاني في مركز الهجوم. شارك مع منتخب جزر كايمان لكرة القدم. أما مع النوادي، فقد لعب مع Elite SC ‏.

## وصلات خارجية
- كالفين جيفورد على موقع الاتحاد الدولي (مؤرشف)  (الإنجليزية)
- كالفين جيفورد على موقع قاعدة بيانات كرة القدم.إي يو (الإنجليزية)
- كالفين جيفورد على موقع ناشيونال فوتبول تيمز (الإنجليزية)
- كالفين جيفورد على موقع Soccerway.com (الإنجليزية)